# Landes- und Kommunalverwaltung
Landes- und Kommunalverwaltung (LKV) ist eine monatlich erscheinende Fachzeitschrift für Verwaltungs- und Kommunalrecht in den Ländern Berlin, Brandenburg, Sachsen, Sachsen-Anhalt und Thüringen.
Die LKV erscheint seit 1990. Ursprünglich wurde die Zeitschrift bei C.H. Beck verlegt, mittlerweile wird sie vom Nomos-Verlag – einer Tochter des Beck-Verlags – betreut. Herausgeber der Zeitschrift sind u. a. Richter und Hochschullehrer. Verantwortlicher Schriftleiter ist Klaus Herrmann. Sitz der Schriftleitung ist Potsdam.
Die Zeitschrift beschäftigt sich mit aktuellen Rechtsfragen in den Ländern und dokumentiert die dortige Entwicklung von Gesetzgebung und Verwaltung.